# آرا برکیان
آرا بِرکیان (ارمنی: Արա Բերքյան (Արա Յ․ Բիլեզիկյան)؛  زادهٔ ۲۰ آوریل ۱۹۳۴ - درگذشته ۵ فوریهٔ ۱۹۹۴)، معمار، تاریخ‌نگار، نقاش، مهندس و نویسنده اهل ارمنستان بود.
دانشگاه آمریکایی بیروت دانشگاه فنی مونیخ

## زندگی‌نامه
وی با نام اصلی آرا. بیلیزیکیان (ارمنی: Արա Յ․ Բիլեզիկյան) در ۲۰ آوریل ۱۹۳۴ در بیروت از والدینی به نام‌های ژان (هوهانس) بیلیزیکیان و تاگوهی صارافیان به دنیا آمد و از دانشگاه آمریکایی بیروت (۱۹۵۶)، انستیتو گوته، دانشگاه لودویگ ماکسیمیلیان مونیخ و دانشگاه فنی آخن فارغ‌التحصیل شد. وی برنده جوایزی همچون مدال یادبود هاکوب مغاپارت شد. وی در ۵ فوریهٔ ۱۹۹۴ در سن ۵۹ سالگی در ویسبادن درگذشت و در پاریس به خاک سپرده شد.

## نگارخانه

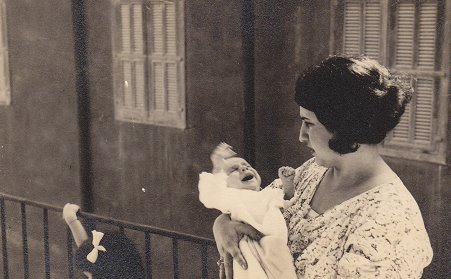
آرا برکیان و مادرش تاگوهی صارافیان
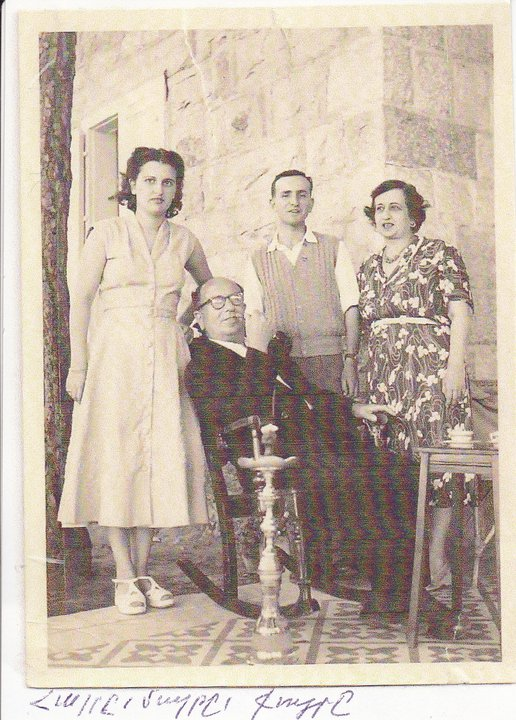
آرا برکیان و خانواده‌اش
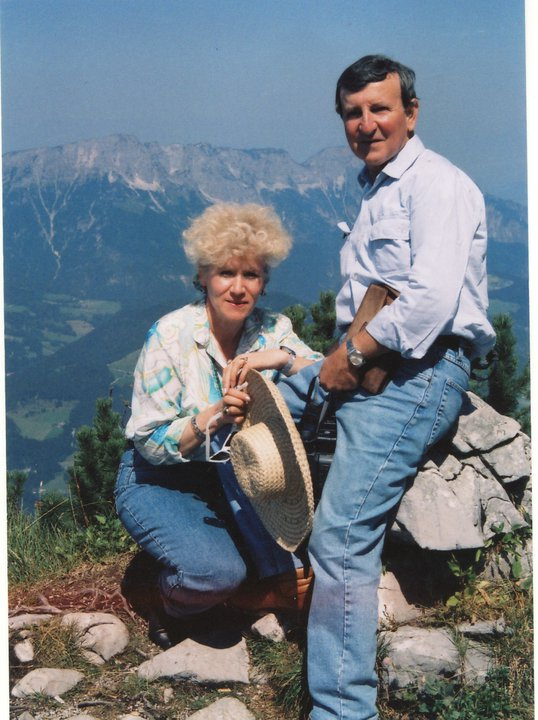
آرا برکیان، همراه همسرش، لیزا برکیان-آبراهامیان، 1992 باواریا

## یادداشت
1. ↑  ճարտարապետության և ինժեներության դոկտոր
2. ↑  Ժան (Յոհաննես) Բիլեզիկյան / Թագուհի Սարաֆյան

## مطالعه بیشتر
- Դու քեզ ու քո ժողովրդի արմատին նայիր Հրաչյա ՄԱԹԵՎՈՍՅԱՆ